# Předslavice
Předslavice falu és önkormányzat (obec) Csehország Dél-csehországi kerületének Strakonicei járásában. Területe 11,58 km², lakosainak száma 263 (2008. 12. 31). A falu Strakonicétől mintegy 15 km-re délre, České Budějovicétől 52 km-re északnyugatra, és Prágától 99 km-re délnyugatra fekszik.
A település első írásos említése 1352-ből származik.

## Az önkormányzathoz tartozó települések
- Předslavice
- Kakovice
- Marčovice
- Úlehle
- Všechlapy

## Nevezetességek
- Szentháromság templom, benne Szent Václav sírjával
- František Teplý szülőháza

## Itt született
Az önkormányzat Marčovice településén született František Teplý (1867 - 1945), pap, hazafi és helytörténész.

## Népesség
A település népessége az elmúlt években az alábbi módon változott:
| Lakosok száma | 759  | 760  | 744  | 499  | 356  | 239  | 265  | 258  | 249  | 242  |
|               | 1869 | 1890 | 1921 | 1950 | 1980 | 2001 | 2017 | 2019 | 2022 | 2024 |